# Nyctemera kinibalina
Nyctemera kinibalina là một loài bướm đêm thuộc phân họ Arctiinae, họ Erebidae.